# جبل أعظم
جبل أعظُم أحد جبال المدينة المنورة، وهو جبل كبير مسطّح غير شاهق. .وقيل يوجد بالجبل قبر نبي أو رجل صالح